# Secretaria da Retomada do Estado de Goiás
| Secretaria da Retomada do Estado de Goiás                                        |                                     |
| Palácio Pedro Ludovico Teixeira, Goiânia, Goiás · https://goias.gov.br/retomada/ |                                     |
| Criação                                                                          | 4 de agosto de 2020 (4 anos)        |
|                                                                                  |                                     |
|                                                                                  |                                     |
| Atual secretário                                                                 | César Augusto de Sotkeviciene Moura |
| Orçamento                                                                        | R$19.000.000,00                     |

A Secretaria da Retomada do Estado de Goiás é um órgão público do Governo do Estado de Goiás, criado durante a Gestão Ronaldo Caiado, para lidar com as consequências pós-Pandemia de COVID-19 em Goiás, recuperando áreas como a economia, educação, cultura e saúde do estado. A secretaria foi criada a partir da Lei n.º 3084/2020. Outro objetivo era minimizar os impactos da pandemia na supracitada unidade federativa.

## Histórico

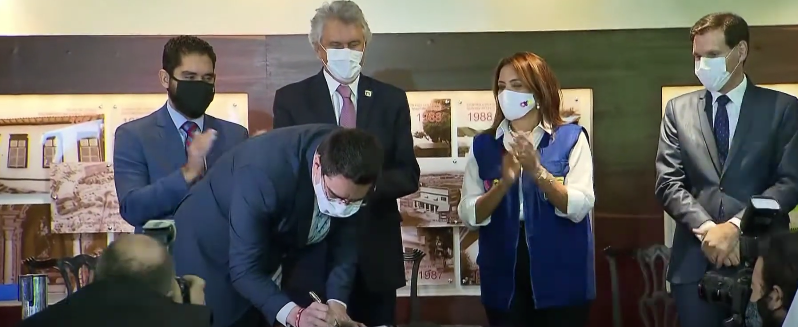
Posse do secretário da Retomada de Goiás em 4 de agosto de 2020.

Criada no contexto da Pandemia de COVID-19 em Goiás, a secretaria advinha do objetivo de reduzir as consequências da crise sanitária, em meio ao Lockdown no Brasil em 2020 e em 2021. Foi criada através de um projeto de lei, de número 3084, em agosto de 2020, sendo aprovado pela Assembleia Legislativa de Goiás ainda naquele mês.
Ao fim da pandemia houve 28 183 mortes. Consequentemente, ainda no contexto do período, Ronaldo Caiado criou a Secretaria da Retomada (SER-GO), que tem como titular César Augusto de Sotkeviciene Moura, mais conhecido como César Moura.
O órgão desenvolveu estímulos financeiros ao turismo em Goiás, à economia e ao lado da Secretaria da Cultura do Estado de Goiás, vem auxiliando no financiamento de eventos públicos.

## Lista de secretários
| N.º | Incumbente                       | Incumbente | Início do mandato   | Fim do mandato | Governador de Goiás |
| --- | -------------------------------- | ---------- | ------------------- | -------------- | ------------------- |
| 1   | César Augusto Sotkeviciene Moura |            | 4 de agosto de 2020 | presente       | Ronaldo Caiado      |